# Гуцан Максим Ілліч
Макси́м Іллі́ч Гуцан — старший лейтенант Збройних сил України.

## З життєпису
Станом на березень 2018 року — офіцер відділу, Миколаївський обласний військовий комісаріат.

## Нагороди
За особисту мужність і героїзм, виявлені у захисті державного суверенітету та територіальної цілісності України, вірність військовій присязі під час російсько-української війни, відзначений — нагороджений
- 27 червня 2015 року — орденом Богдана Хмельницького III ступеня.